# Agalma okenii
Agalma okenii is een hydroïdpoliep uit de familie Agalmatidae. De poliep komt uit het geslacht Agalma. Agalma okenii werd in 1825 voor het eerst wetenschappelijk beschreven door Eschscholtz. 